# Batteria Brusafer
La batteria Brusafer o anche nota come batteria Brusaferro è una fortificazione austro-ungarica che fa parte della Fortezza di Trento. Il forte appartiene al grande sistema di fortificazioni austriache al confine italiano.

## Storia

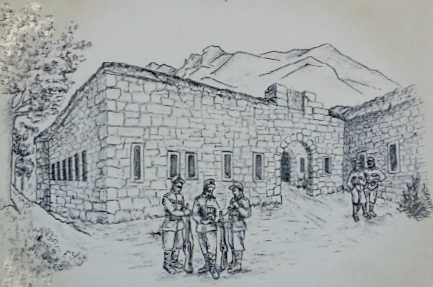
Schizzo del forte

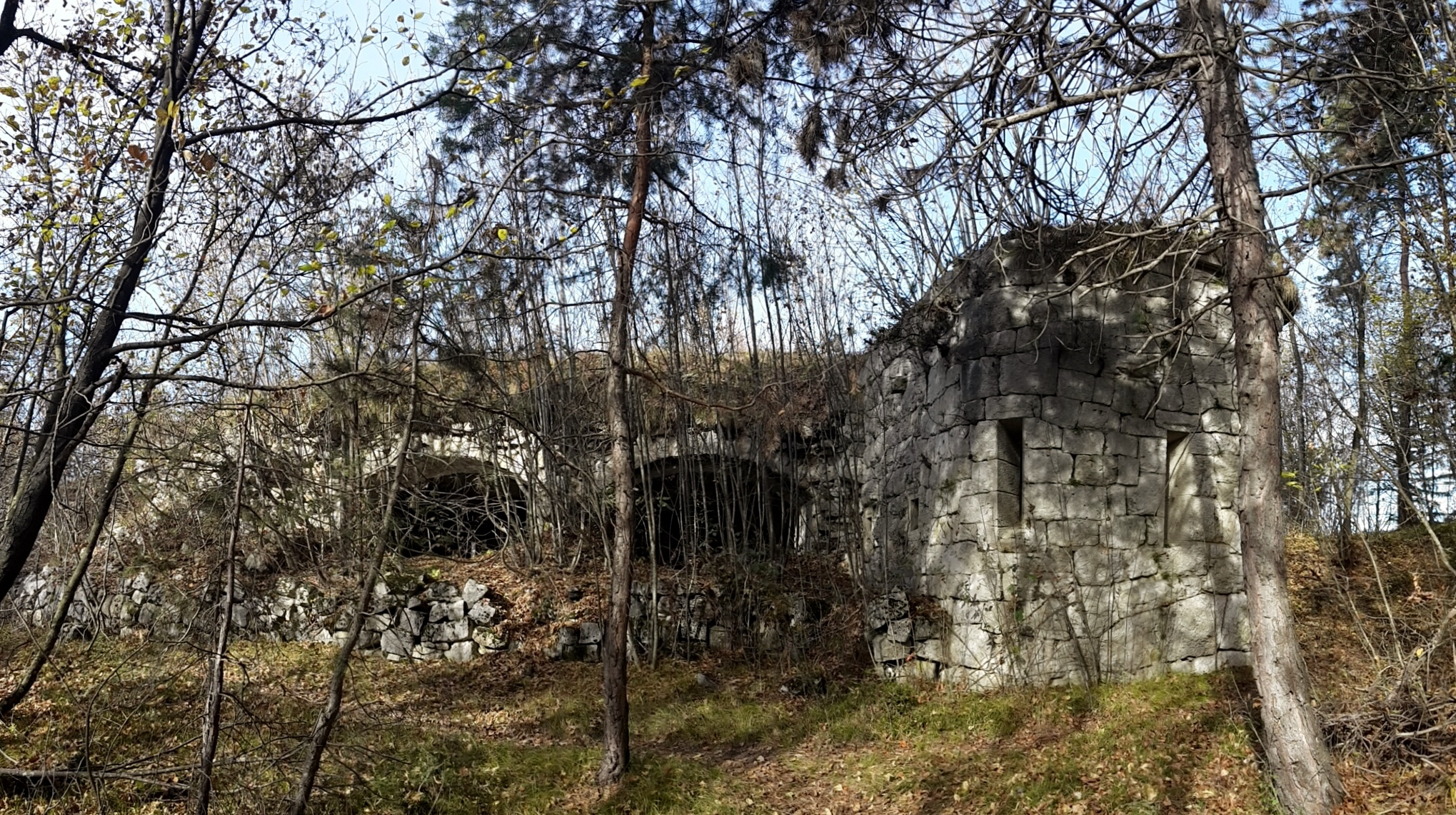
Le cannoniere dall'esterno

La fortificazione sorge a quota 741 metri s.l.m., lungo il pendio meridionale della Marzola, parte destra della Valsorda. Eretto tra il 1878 ed il 1880 su un progetto molto simile che prevedeva piante necessariamente speculari in modo da poter controllare, da versanti opposti, un vasto settore sia in direzione di Vigolo Vattaro che verso Trento.
Questa batteria e la sua gemella, batteria Doss Fornas (755 m) posta sulla sinistra orografica della valle, avevano il compito di impedire al nemico di entrare nel territorio di Trento passando per Vigolo Vattaro. L'importanza strategica di questa strada che mette in comunicazione Trento, la Valsugana e Lavarone, era nota ai militari austroungarici anche perché rappresentava una possibile via di penetrazione del nemico come dimostrato dall'episodio relativo all'incursione di soldati italiani, che il 25 luglio 1866, arrivarono fin nei pressi dell'abitato di Valsorda.
Le due fortificazioni erano strettamente connessi con il Complesso fortificato di Mattarello.
A partire dall'angolo formato dalle due ali principali si protendeva verso valle una struttura quadrangolare detta caponiera che serviva per la difesa ravvicinata. I locali del forte erano destinati ad ospitare l'armamento leggero e pesante. Costruito su di un piano, in pietra calcarea, presentava una copertura superiore in calcestruzzo, ricoperto con terra-erba. La sua forma, di tipo circolare con diverse feritoie per fucili e per mitragliatrici, con una volta a botte. Ogni singolo forte, nella concezione bellica austriaca, doveva essere in grado di resistere da solo ad un eventuale attacco anche per molti giorni ed era quindi provvisto oltre che di munizioni e viveri, anche di centrali energetiche autonome, approvvigionamento d'acqua, cucine camerate e perfino locali mortuari come si può osservare ancora oggi visitando il forte Belvedere a Lavarone.
Dopo la Grande Guerra il forte passò al Demanio Militare, fino al 7 marzo 1929, quando fu dismesso mediante il Regio Decreto n. 1022.
Ad oggi il forte risulta trascurato, nonostante sia di proprietà privata.

## Armamento

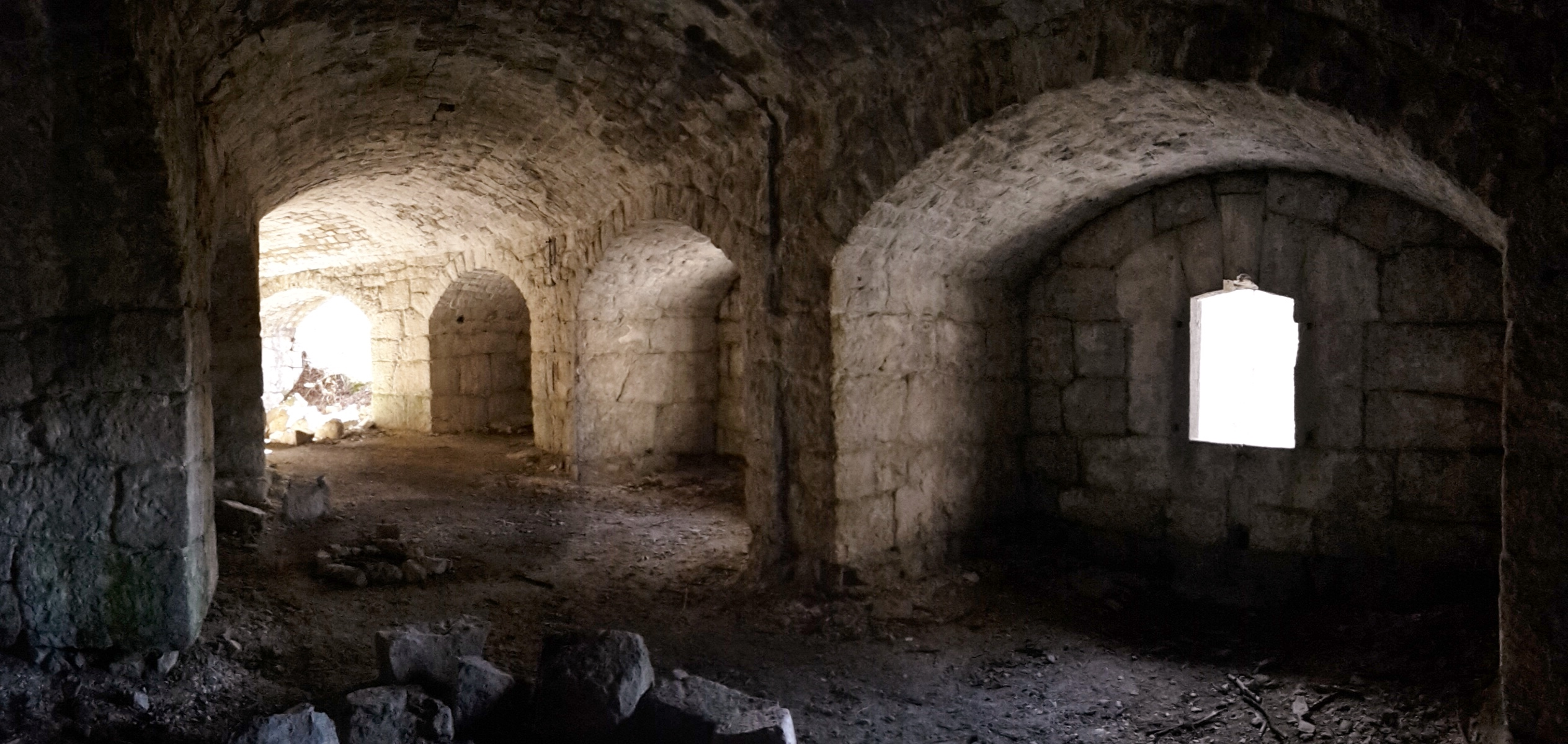
Postazioni per i cannoni

All'inizio l'armamento previsto per questo forte era di 4 cannoni da 12 cm M61. Venne invece dotato di:
- 6 cannoni da 12 cm M61 K posti in casamatta, con un settore di tiro pari a 36 gradi. Quattro di questi battevano in direzione di Vigolo Vattaro e gli altri due verso la Valle dell'Adige;
- 2 cannoni da 9 cm M75 F.K.

Solo in epoca più recente i forti furono muniti di torretta girevole con cannone da 37 mm.
Oltre ai cannoni, il forte era predisposto per alloggiare diversi fucili e mitragliatrici dalle sue feritoie.

## Ubicazione

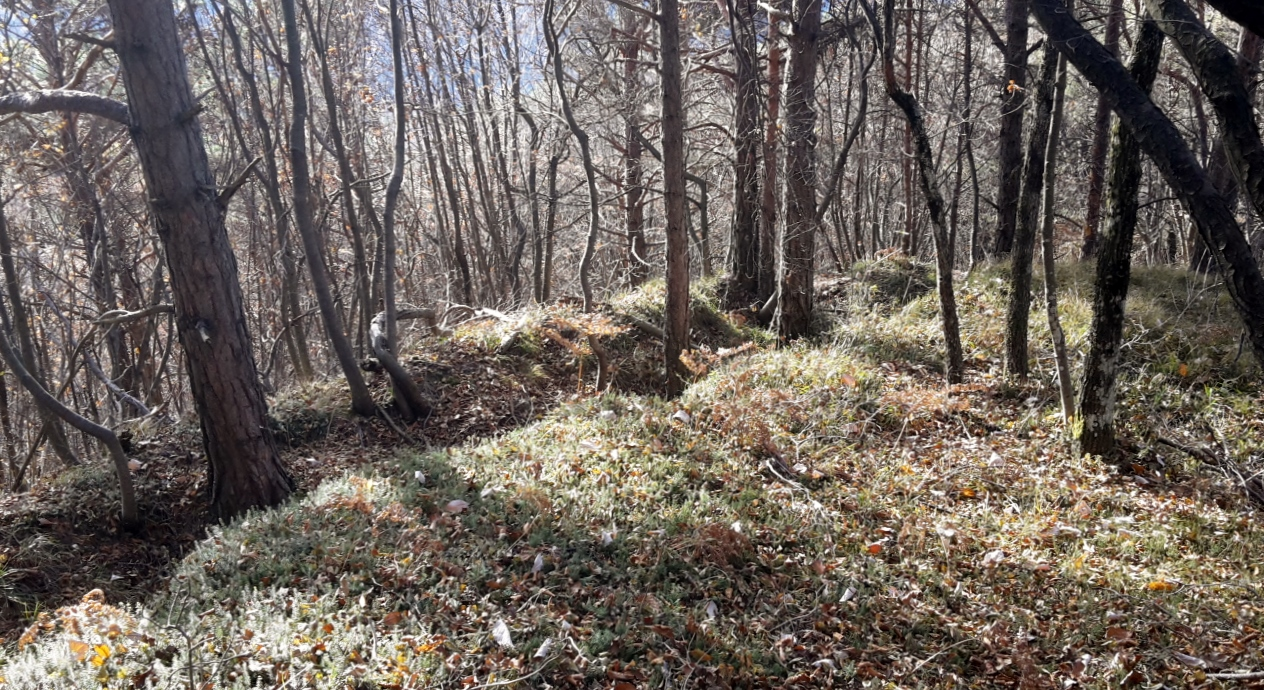
Alcune trincee a difesa del forte

Per raggiungere la batteria, dalla città di Trento esistono principalmente due possibilità:
- si prende la strada per la Valsorda, e prima di giungere nell'omonima località, si devia sulla strada per il Maso Ziller. Da qui a breve si giunge su di una vecchia strada militare, che porta al forte.[1]
- dalla località di Panizza è anche possibile raggiungere il forte. Per arrivare in tale località sono possibili diverse vie:
  - parcheggiando l'auto presso il bivio per maso Panizza, ovvero presso il ristorante la Roccia;
  - prendendo l'autobus extraurbano n. 303 da Trento per Vigolo Vattaro/Luserna, fermarsi alla fermata “Panizza” e discendere la strada per circa 50 metri;
  - parcheggiando la macchina o utilizzando l'autobus urbano (n. 7 o 13) a San Rocco e proseguire verso sud arrivando al maso Panizza;
  - partendo da Mattarello, per il sentiero dell'avio-fauna per il “bosco di Trento”.

In ogni caso partendo dal bivio stradale per il maso Panizza, si risale la strada che passa dapprima vicino ad una centro d'equitazione; subito dopo si trova una sbarra che vieta l'accesso alle macchine e che rappresenta invece l'inizio del nostro sentiero. Si prosegue in salita tra i vigneti e il margine del bosco fino ad arrivare quasi alla fine della piantagione, dove sulla destra si dirama un sentiero. Dopo pochi metri questo si allarga e prosegue come una strada militare/mulattiera che prosegue per tornanti e dove si deve seguire sempre la via fino ad arrivare ad una apertura nel bosco dove si trova una panchina con annesso tavolino (1 ora circa); qui se si prosegue:
- - a destra, in un centinaio di metri si arriva ad due caverne e quindi in breve al forte;
  - se invece si prosegue in salita a sinistra, dopo un centinaio di metri si scorgono due manufatti sulla destra e, trovato il secondo, si prosegue su questo sentiero che in poco tempo porta ad alcuni sistemi di trincee e ad un posto d'osservazione dove è possibile ammirare la vallata con Trento; proseguendo quindi si arriva al forte (circa 10 minuti in più rispetto al percorso diretto).